# Lemurpediculus petterorum
Lemurpediculus petterorum är en insektsart som beskrevs av Renaud Maurice Adrien Paulian 1958. Lemurpediculus petterorum ingår i släktet Lemurpediculus och familjen ledlöss. Inga underarter finns listade i Catalogue of Life.